# Легионарска болест
Легионарска болест је атипично запаљење плућа изазвано бактеријом која живи и развија се у влажним срединама, ко што су систему за климатизацију из којих при овлаживању ваздуха доспевају у климатизовану просторију. 

## Историја
Болест је добила назив по америчким легионарима који су на скупу у једном хотелу у Филаделфији 1976. године оболели од тада непознате болести, која је код неких од оболелих легионара завршила смртним исходом. Код ових оболелих откривена је бактерија (лат. Legionella pneumophila) која се размножавала у хотелском систему за климатизацију. Удисањем хотелског ваздуха гости су унели у плућа заражени ваздух и оболели од инфекције (запаљење) плућа.

## Епидемиологија
Морбидитет
У првим деценијама 21. века само у Сједињеним Америчким државама, и Канади од легионарске болести сваке године оболи око 18.000 особа. Претпоставља се да је број оболелих већи и да је један број случајева такозваног летњег грипа и атипичне упале плућа узрокован легионелам непрепознат.
У земљама Европске уније до сада пријављено 600 епидемија Легонарске болести.
Морталитет
Стопа смртности од ове болести је веома висока и креће се од 15% до 25%.
Распрострањеност
Болест узрокована легионелом јавља се током целе године, много је чешћа лети због веће изложености људи изворима бактерије као што су овлажени ваздух, клима уређаји и базени.
Старост и пол
Од легионарске болести угрожене су све популације.
Србија
Како у Србији ова болест због атипичних симптома остаје често непрепозната и налази се у групи атипичних пнеумонија без доказа о узрочника, није утврђана њена тачна инциденција.

## Етиологија
Бактерија лат. Legionella pneumophila први пут је откривена 1976. године након што је у једном хотелу у Филаделфији међу америчким легионарима избила епидемија упале плућа. Тада је оболело више од 200 особа, а знатан број је преминуо.
Природна станишта
Природна станиште легионеле су реке, језера, потоци и топле, загађене воде, у којима бактерија може преживети у променљивим температурним условима, од 0ºC до 63ºC и пх вредностима воде од 5,0 до 8,5. У води на температури од 2ºC до 8ºC, легионела годинама преживљава.
Водоводни системи
Толерантна је на хлор и отпорна на процес хлоризације воде, и зато је распрострањена у резервоарима воде. Може колонизовати и водоводну дистрибутивну мрежу која тако представља важан пут ширења легионела, до болница, рекреативних центара, домаћинстава.
Системи за вентилацију
Извори контаминираних аеросола чијим се удисајем преноси инфекција могу бити и уређаји за климатизацију па објекти који су по правилу климатизовани, као што су болнице, хотели или пансиони могу бити места ширења инфекција легионелом.
Базени и друге водене површине
Извор инфекција су често и фонтане, водоскоци, инсталације за хидротерапију, овлаживачи ваздуха, базени с турбулентним струјањем воде, па чак и ледомати.
Јатрогени пут преношења
Инфекција се може пренети и за време различитих манипулација у респираторном тракту, а могућ је и пренос са човека на човека.

## Патогенеза
Диспергована у ваздуху у облику аеросола у капљицама пречника 1,0—5,0 микрометра, легионеле се удисањем зараженог ваздуха аспирирају у плућне алвеоле у којима „нападају“ епителне ћелије, као и  алвеоларне макрофаге осетљивих особа. Као последица тога, развија се:
- атипична упала плућа — Легионарска болест,[16]
- блажи облик болести сличан грипу —  Понтијакова болест (названа по граду Понтијак).

## Клиничка слика
Тежи облик
Након инкубацује од 2-10 дана започињу клиничке манифестације болести. Почетак болести је нагао са скоком температуре, језом, малаксалошћу. Убрзо болесник почиње убрзано да дише, да кашље најпре непродуктивно, али са могућим искашљавањем крви. Осећа болове у грудима, жали се на јаку главобољу, болове у зглобовима. Врло често се јавља ментална конфузија, а могуће су и халуцинације. Као последица токсемије присутни су релативна брадикардија (успорен рад срца), мучнина, повараћање, воденасти проливи. Код нелечених болесника болест напредује до врло озбиљних компликација у виду респираторне инсуфицијенције, септичког шока, бубрежне инсуфицијенције.
Лакши облик — Понтијак грозница
Понтијак грозница је знатно блажи облик инфекције легионелом који се карактерише инфлуенца-синдромом (синдром налик грипу). Након кратке инкубације од неколико сати до два дана болест започиње температуром, главобољом, боловима у мишићима и зглобовима, кашљем, болом у грудима. Пролази за седам дана са оздрављењем.

## Дијагноза
Дијагноза се може потврдити идентификацијом Легионеле, изоловањем из респираторног секрета, култивацијом, имунофлуоресцентним бојењем, тестовима антигена у мокраћи, ПЦР или серолошким тестовима. биохемијским тестовима, и имиџингом плућа.
Патохистолошки налаз
- Упала плућа изазвана легионелом
- Плућно ткиво током легионелозе

Имиџинг плућа

## Терапија
Легионарска болест се лечи јаким дозама антибиотика. Користи се еритромицин, рифоцин, пеницилин Г или цефалоспорини треће генерације, док за Понтијачну грозницу није потребна антибиотска терапија.
Лечење обично траје 7-10 дана или у случају пацијената са имуносупресијом 21 дан. Понтијакова грозница обично не захтева антимикробну терапију.

## Прогноза
Прогноза легионарске болести је веома лоша уколико се правовремено ме дијагностикује и адекватно лечи антибиотицима.

## Превенција
Ако се системи за климатизацију и вентилацију не одржавају редовно они постају идеално место за размножавање и ширење легионеле. Светска здравствена организација препоручује чишћење централних климатизационих система два пута годишње, а ако се у просторији пуши и не постоји могућност природног проветравања, чишћење треба да је чешће.
Примарни задатак у току превенције је контрола и дезинфекција резервоара инфекције, а посебно водоводне дистрибутивне мреже. Како је бактерија отпорна на хлор примењују се друге методе за њено инактивирање и уклањање као што су филтрација, загревање на температури до 70ºC, бакар - сребро јонизација и слични поступци. Доказивање њеног присуства у води врши се само у специјализованим лабораторијама, а PCR методологија је у том смислу суверена процедура.
Најбољи ефекат чишћења се постиже хемијским средствима - биоцидима, којима се уништавају сви микроорганизми који су се задржали у климатизационих систему. Исправно и редовно одржавање система не само да омогућава његов ефикаснији рад и смањење трошкова одржавања, већ има значајан утицај на у превенцију обољевања.
Деконтаминација употребљених (контаминираних) средстава мора се обавити парном стерилизацијом, хемијском дезинфекцијом или спаљивањем, пре одлагања остатака.